# Werner Janssen
Werner Janssen, född 1 juni 1899, död 19 september 1990, var en amerikansk tonsättare och dirigent.
Werner Janssen studerade för George Chadwick, Frederick Converse och Arthur Friedheim samt i Rom, där han först framträdde som dirigent 1931. Han gästdirigerade i Europa de följande åren, bland annat i Helsingfors, där han hade stor framgång som Sibeliustolkare. Janssen har komponerat scenmusik, orkesterverk, två stråkkvartetter samt annan kammarmusik för olika besättningar.